# ZAKSA Kędzierzyn-Koźle w sezonie 2017/2018

## Transfery
| Przychodzą | Odchodzą |
| --- | --- |
| - Andrea Gardini (I trener) (AZS Olsztyn) - Maurice Torres (Bunge Rawenna) - Marco Falaschi (GKS Katowice) - Sławomir Jungiewicz (TV Bühl) - Rafał Szymura (AZS Częstochowa) - Krzysztof Rejno (MKS Będzin) - Krzysztof Zapłacki (Krispol Września) - Krzysztof Bieńkowski (BBTS Bielsko-Biała) | - Ferdinando De Giorgi (I trener) (Reprezentacja Polski) - Oskar Kaczmarczyk (II trener) (Reprezentacja Polski) - Kevin Tillie (Beijing Volleyball) - Dawid Konarski (Ziraat Bankası Ankara) - Patryk Czarnowski (PGE Skra Bełchatów) - Grzegorz Bociek (Aluron Virtu Warta Zawiercie) - Grzegorz Pająk (Aluron Virtu Warta Zawiercie) - Dominik Witczak (GKS Katowice) |
| w trakcie sezonu | |
| | - Krzysztof Bieńkowski (Łuczniczka Bydgoszcz) |

## Kadra
- Pierwszy trener:  Andrea Gardini
- Asystent trenera:
- Asystent trenera, koordynator ds. szkolenia młodzieży:  Michał Chadała
- Pierwszy fizjoterapeuta:  Paweł Brandt
- Drugi fizjoterapeuta:  Remigiusz Koteluk
- Trener przygotowania fizycznego:  Piotr Pietrzak
- Statystyk:  Iwo Wagner
- Menedżer drużyny:  Tomasz Drzyzga

| Nr | Imię i nazwisko      | Data ur.   | Wzrost | Pozycja      |
| -- | -------------------- | ---------- | ------ | ------------ |
| 1  | Paweł Zatorski       | 21.06.1990 | 184    | libero       |
| 2  | Krzysztof Bieńkowski | 19.06.1995 | 198    | rozgrywający |
| 3  | Rafał Szymura        | 29.08.1995 | 196    | przyjmujący  |
| 4  | Krzysztof Rejno      | 22.02.1993 | 203    | środkowy     |
| 5  | Marco Falaschi       | 18.09.1987 | 188    | rozgrywający |
| 6  | Benjamin Toniutti    | 30.10.1989 | 183    | rozgrywający |
| 7  | Rafał Buszek         | 28.04.1987 | 195    | przyjmujący  |
| 8  | Sławomir Jungiewicz  | 21.06.1989 | 195    | atakujący    |
| 9  | Łukasz Wiśniewski    | 03.02.1989 | 199    | środkowy     |
| 10 | Mateusz Bieniek      | 05.04.1994 | 210    | środkowy     |
| 11 | Maurice Torres       | 06.07.1991 | 201    | atakujący    |
| 12 | Krzysztof Zapłacki   | 08.08.1993 | 196    | przyjmujący  |
| 13 | Kamil Semeniuk       | 16.07.1996 | 195    | przyjmujący  |
| 15 | Sam Deroo            | 24.04.1992 | 199    | przyjmujący  |
| 17 | Aleksander Maziarz   | 22.04.1995 | 205    | środkowy     |
| 18 | Korneliusz Banach    | 25.01.1994 | 180    | libero       |

## Rozgrywki

### PlusLiga

#### Tabela wyników
| Gospodarz \ Gość1            | KED | BEŁ | JAS | RZE | OLS | LUB | RAD | GDA | WAR | KAT | BĘD | SZC | KIE | BIE | BYD | ZAW |
| ---------------------------- | --- | --- | --- | --- | --- | --- | --- | --- | --- | --- | --- | --- | --- | --- | --- | --- |
| ZAKSA Kędzierzyn-Koźle       | -   | 3:1 | 3:0 | 2:3 | 3:2 | 3:0 | 3:0 | 2:3 | 3:1 | 1:3 | 3:1 | 3:0 | 3:0 | 3:0 | 3:1 | 3:1 |
| PGE Skra Bełchatów           | 3:0 | -   | -   | -   | -   | -   | -   | -   | -   | -   | -   | -   | -   | -   | -   | -   |
| Jastrzębski Węgiel           | 1:3 | -   | -   | -   | -   | -   | -   | -   | -   | -   | -   | -   | -   | -   | -   | -   |
| Asseco Resovia Rzeszów       | 1:3 | -   | -   | -   | -   | -   | -   | -   | -   | -   | -   | -   | -   | -   | -   | -   |
| Indykpol AZS Olsztyn         | 0:3 | -   | -   | -   | -   | -   | -   | -   | -   | -   | -   | -   | -   | -   | -   | -   |
| Cuprum Lubin                 | 1:3 | -   | -   | -   | -   | -   | -   | -   | -   | -   | -   | -   | -   | -   | -   | -   |
| Czarni Radom                 | 1:3 | -   | -   | -   | -   | -   | -   | -   | -   | -   | -   | -   | -   | -   | -   | -   |
| Trefl Gdańsk                 | 0:3 | -   | -   | -   | -   | -   | -   | -   | -   | -   | -   | -   | -   | -   | -   | -   |
| Onico Warszawa               | 3:2 | -   | -   | -   | -   | -   | -   | -   | -   | -   | -   | -   | -   | -   | -   | -   |
| GKS Katowice                 | 0:3 | -   | -   | -   | -   | -   | -   | -   | -   | -   | -   | -   | -   | -   | -   | -   |
| MKS Będzin                   | 1:3 | -   | -   | -   | -   | -   | -   | -   | -   | -   | -   | -   | -   | -   | -   | -   |
| Espadon Szczecin             | 2:3 | -   | -   | -   | -   | -   | -   | -   | -   | -   | -   | -   | -   | -   | -   | -   |
| Dafi Społem Kielce           | 1:3 | -   | -   | -   | -   | -   | -   | -   | -   | -   | -   | -   | -   | -   | -   | -   |
| BBTS Bielsko-Biała           | 0:3 | -   | -   | -   | -   | -   | -   | -   | -   | -   | -   | -   | -   | -   | -   | -   |
| Łuczniczka Bydgoszcz         | 0:3 | -   | -   | -   | -   | -   | -   | -   | -   | -   | -   | -   | -   | -   | -   | -   |
| Aluron Virtu Warta Zawiercie | 1:3 | -   | -   | -   | -   | -   | -   | -   | -   | -   | -   | -   | -   | -   | -   | -   |

Źródło: plusliga.pl (pol.)
1 Drużyna gospodarzy jest wymieniona po lewej stronie tabeli.
Kolory:
  zwycięstwo gospodarzy 3:0 lub 3:1
  zwycięstwo gospodarzy 3:2
  zwycięstwo gości 3:0 lub 3:1
  zwycięstwo gości 3:2

#### Terminarz i wyniki
| Data       | Godz. | Gospodarz                    | Rezultat                                 | Gość                   | Widzów | MVP               |
| ---------- | ----- | ---------------------------- | ---------------------------------------- | ---------------------- | ------ | ----------------- |
| 1. KOLEJKA |       |                              |                                          |                        |        |                   |
| 01.10.2017 | 20:00 | Aluron Virtu Warta Zawiercie | 1:3 (23:25, 25:18, 24:26, 15:25 ) Raport | ZAKSA Kędzierzyn-Koźle | 1500   | Benjamin Toniutti |

| Data       | Godz. | Gospodarz              | Rezultat                         | Gość               | Widzów | MVP       |
| ---------- | ----- | ---------------------- | -------------------------------- | ------------------ | ------ | --------- |
| 2. KOLEJKA |       |                        |                                  |                    |        |           |
| 11.10.2017 | 20:30 | ZAKSA Kędzierzyn-Koźle | 3:0 (25:17, 25:18, 33:31) Raport | Jastrzębski Węgiel | 2950   | Sam Deroo |

| Data       | Godz. | Gospodarz              | Rezultat                                | Gość                   | Widzów | MVP       |
| ---------- | ----- | ---------------------- | --------------------------------------- | ---------------------- | ------ | --------- |
| 3. KOLEJKA |       |                        |                                         |                        |        |           |
| 07.10.2017 | 13:00 | Asseco Resovia Rzeszów | 1:3 (35:33, 18:25, 23:25, 24:26) Raport | ZAKSA Kędzierzyn-Koźle | 4286   | Sam Deroo |

| Data       | Godz. | Gospodarz              | Rezultat                                      | Gość                 | Widzów | MVP       |
| ---------- | ----- | ---------------------- | --------------------------------------------- | -------------------- | ------ | --------- |
| 4. KOLEJKA |       |                        |                                               |                      |        |           |
| 14.11.2017 | 18:30 | ZAKSA Kędzierzyn-Koźle | 3:2 (21:25, 25:19, 20:25, 25:17, 15:9) Raport | Indykpol AZS Olsztyn | 1758   | Sam Deroo |

| Data       | Godz. | Gospodarz    | Rezultat                                | Gość                   | Widzów | MVP             |
| ---------- | ----- | ------------ | --------------------------------------- | ---------------------- | ------ | --------------- |
| 5. KOLEJKA |       |              |                                         |                        |        |                 |
| 18.10.2017 | 20:30 | Cuprum Lubin | 1:3 (24:26, 25:18, 24:26, 20:25) Raport | ZAKSA Kędzierzyn-Koźle | 2100   | Mateusz Bieniek |

| Data       | Godz. | Gospodarz              | Rezultat                         | Gość         | Widzów | MVP            |
| ---------- | ----- | ---------------------- | -------------------------------- | ------------ | ------ | -------------- |
| 6. KOLEJKA |       |                        |                                  |              |        |                |
| 21.10.2017 | 17:00 | ZAKSA Kędzierzyn-Koźle | 3:0 (25:17, 25:20, 30:28) Raport | Czarni Radom | 2850   | Paweł Zatorski |

| Data       | Godz. | Gospodarz            | Rezultat                         | Gość                   | Widzów | MVP       |
| ---------- | ----- | -------------------- | -------------------------------- | ---------------------- | ------ | --------- |
| 7. KOLEJKA |       |                      |                                  |                        |        |           |
| 28.10.2017 | 14:45 | Łuczniczka Bydgoszcz | 0:3 (21:25, 18:25, 18:25) Raport | ZAKSA Kędzierzyn-Koźle | 2948   | Sam Deroo |

| Data       | Godz. | Gospodarz              | Rezultat                                | Gość           | Widzów | MVP            |
| ---------- | ----- | ---------------------- | --------------------------------------- | -------------- | ------ | -------------- |
| 8. KOLEJKA |       |                        |                                         |                |        |                |
| 04.11.2017 | 17:00 | ZAKSA Kędzierzyn-Koźle | 3:1 (25:17, 25:22, 25:27, 26:24) Raport | Onico Warszawa | 2500   | Maurice Torres |

| Data       | Godz. | Gospodarz    | Rezultat                         | Gość                   | Widzów | MVP               |
| ---------- | ----- | ------------ | -------------------------------- | ---------------------- | ------ | ----------------- |
| 9. KOLEJKA |       |              |                                  |                        |        |                   |
| 21.11.2017 | 19:45 | GKS Katowice | 0:3 (14:25, 16:25, 13:25) Raport | ZAKSA Kędzierzyn-Koźle | 4200   | Benjamin Toniutti |

| Data        | Godz. | Gospodarz              | Rezultat                                | Gość       | Widzów | MVP            |
| ----------- | ----- | ---------------------- | --------------------------------------- | ---------- | ------ | -------------- |
| 10. KOLEJKA |       |                        |                                         |            |        |                |
| 18.11.2017  | 17:00 | ZAKSA Kędzierzyn-Koźle | 3:1 (25:13, 22:25, 25:13, 25:21) Raport | MKS Będzin | 1700   | Kamil Semeniuk |

| Data        | Godz. | Gospodarz        | Rezultat                                      | Gość                   | Widzów | MVP       |
| ----------- | ----- | ---------------- | --------------------------------------------- | ---------------------- | ------ | --------- |
| 11. KOLEJKA |       |                  |                                               |                        |        |           |
| 24.11.2017  | 18:00 | Espadon Szczecin | 2:3 (21:25, 27:25, 25:21, 14:25, 9:15) Raport | ZAKSA Kędzierzyn-Koźle | 3500   | Sam Deroo |

| Data        | Godz. | Gospodarz              | Rezultat                         | Gość               | Widzów | MVP               |
| ----------- | ----- | ---------------------- | -------------------------------- | ------------------ | ------ | ----------------- |
| 12. KOLEJKA |       |                        |                                  |                    |        |                   |
| 02.12.2017  | 17:00 | ZAKSA Kędzierzyn-Koźle | 3:0 (25:14, 25:14, 25:18) Raport | Dafi Społem Kielce | 1514   | Benjamin Toniutti |

| Data        | Godz. | Gospodarz              | Rezultat                         | Gość               | Widzów | MVP           |
| ----------- | ----- | ---------------------- | -------------------------------- | ------------------ | ------ | ------------- |
| 13. KOLEJKA |       |                        |                                  |                    |        |               |
| 08.11.2017  | 18:30 | ZAKSA Kędzierzyn-Koźle | 3:0 (25:10, 25:15, 25:18) Raport | BBTS Bielsko-Biała | 1069   | Rafał Szymura |

| Data        | Godz. | Gospodarz    | Rezultat                         | Gość                   | Widzów | MVP               |
| ----------- | ----- | ------------ | -------------------------------- | ---------------------- | ------ | ----------------- |
| 14. KOLEJKA |       |              |                                  |                        |        |                   |
| 23.12.2017  | 14:45 | Trefl Gdańsk | 0:3 (20:25, 20:25, 23:25) Raport | ZAKSA Kędzierzyn-Koźle | 3200   | Benjamin Toniutti |

| Data        | Godz. | Gospodarz              | Rezultat                                | Gość               | Widzów | MVP            |
| ----------- | ----- | ---------------------- | --------------------------------------- | ------------------ | ------ | -------------- |
| 15. KOLEJKA |       |                        |                                         |                    |        |                |
| 30.12.2017  | 14:45 | ZAKSA Kędzierzyn-Koźle | 3:1 (25:20, 25:21, 20:25, 25:20) Raport | PGE Skra Bełchatów | 3000   | Paweł Zatorski |

| Data        | Godz. | Gospodarz              | Rezultat                                | Gość                         | Widzów | MVP            |
| ----------- | ----- | ---------------------- | --------------------------------------- | ---------------------------- | ------ | -------------- |
| 16. KOLEJKA |       |                        |                                         |                              |        |                |
| 06.01.2018  | 17:00 | ZAKSA Kędzierzyn-Koźle | 3:1 (22:25, 25:17, 25:23, 26:24) Raport | Aluron Virtu Warta Zawiercie | 2300   | Maurice Torres |

| Data        | Godz. | Gospodarz          | Rezultat                                | Gość                   | Widzów | MVP            |
| ----------- | ----- | ------------------ | --------------------------------------- | ---------------------- | ------ | -------------- |
| 17. KOLEJKA |       |                    |                                         |                        |        |                |
| 13.01.2018  | 14:45 | Jastrzębski Węgiel | 1:3 (27:25, 17:25, 20:25, 21:25) Raport | ZAKSA Kędzierzyn-Koźle | 3052   | Maurice Torres |

| Data        | Godz. | Gospodarz              | Rezultat                                | Gość                   | Widzów | MVP               |
| ----------- | ----- | ---------------------- | --------------------------------------- | ---------------------- | ------ | ----------------- |
| 18. KOLEJKA |       |                        |                                         |                        |        |                   |
| 21.01.2018  | 20:00 | ZAKSA Kędzierzyn-Koźle | 1:3 (25:21, 22:25, 25:27, 22:25) Raport | Asseco Resovia Rzeszów | 2100   | Aleksander Śliwka |

| Data        | Godz. | Gospodarz            | Rezultat                         | Gość                   | Widzów | MVP             |
| ----------- | ----- | -------------------- | -------------------------------- | ---------------------- | ------ | --------------- |
| 19. KOLEJKA |       |                      |                                  |                        |        |                 |
| 03.02.2018  | 14:45 | Indykpol AZS Olsztyn | 0:3 (17:25, 22:25, 15:25) Raport | ZAKSA Kędzierzyn-Koźle | 2400   | Mateusz Bieniek |

| Data        | Godz. | Gospodarz              | Rezultat                         | Gość         | Widzów | MVP               |
| ----------- | ----- | ---------------------- | -------------------------------- | ------------ | ------ | ----------------- |
| 20. KOLEJKA |       |                        |                                  |              |        |                   |
| 10.02.2018  | 18:00 | ZAKSA Kędzierzyn-Koźle | 3:0 (25:22, 25:23, 25:23) Raport | Cuprum Lubin | 1350   | Benjamin Toniutti |

| Data        | Godz. | Gospodarz    | Rezultat                                | Gość                   | Widzów | MVP               |
| ----------- | ----- | ------------ | --------------------------------------- | ---------------------- | ------ | ----------------- |
| 21. KOLEJKA |       |              |                                         |                        |        |                   |
| 17.02.2018  | 17:00 | Czarni Radom | 1:3 (25:20, 21:25, 16:25, 18:25) Raport | ZAKSA Kędzierzyn-Koźle | 1500   | Łukasz Wiśniewski |

| Data        | Godz. | Gospodarz              | Rezultat                                | Gość                 | Widzów | MVP            |
| ----------- | ----- | ---------------------- | --------------------------------------- | -------------------- | ------ | -------------- |
| 22. KOLEJKA |       |                        |                                         |                      |        |                |
| 24.02.2018  | 17:00 | ZAKSA Kędzierzyn-Koźle | 3:1 (22:25, 25:17, 25:17, 25:15) Raport | Łuczniczka Bydgoszcz | 1542   | Maurice Torres |

| Data        | Godz. | Gospodarz      | Rezultat                                       | Gość                   | Widzów | MVP            |
| ----------- | ----- | -------------- | ---------------------------------------------- | ---------------------- | ------ | -------------- |
| 23. KOLEJKA |       |                |                                                |                        |        |                |
| 20.02.2018  | 19:00 | Onico Warszawa | 3:2 (25:21, 27:25, 20:25, 21:25, 15:11) Raport | ZAKSA Kędzierzyn-Koźle | 4230   | Nikola Ǵorǵiev |

| Data        | Godz. | Gospodarz              | Rezultat                                | Gość         | Widzów | MVP            |
| ----------- | ----- | ---------------------- | --------------------------------------- | ------------ | ------ | -------------- |
| 24. KOLEJKA |       |                        |                                         |              |        |                |
| 07.03.2018  | 18:30 | ZAKSA Kędzierzyn-Koźle | 1:3 (20:25, 19:25, 26:24, 23:25) Raport | GKS Katowice | 1100   | Marcin Komenda |

| Data        | Godz. | Gospodarz  | Rezultat                                | Gość                   | Widzów | MVP               |
| ----------- | ----- | ---------- | --------------------------------------- | ---------------------- | ------ | ----------------- |
| 25. KOLEJKA |       |            |                                         |                        |        |                   |
| 10.03.2018  | 18:00 | MKS Będzin | 1:3 (23:25, 26:24, 17:25, 24:26) Raport | ZAKSA Kędzierzyn-Koźle | 1476   | Łukasz Wiśniewski |

| Data        | Godz. | Gospodarz              | Rezultat                         | Gość             | Widzów | MVP             |
| ----------- | ----- | ---------------------- | -------------------------------- | ---------------- | ------ | --------------- |
| 26. KOLEJKA |       |                        |                                  |                  |        |                 |
| 17.03.2018  | 17:00 | ZAKSA Kędzierzyn-Koźle | 3:0 (25:15, 25:10, 25:18) Raport | Espadon Szczecin | 1300   | Krzysztof Rejno |

| Data        | Godz. | Gospodarz          | Rezultat                                | Gość                   | Widzów | MVP             |
| ----------- | ----- | ------------------ | --------------------------------------- | ---------------------- | ------ | --------------- |
| 27. KOLEJKA |       |                    |                                         |                        |        |                 |
| 25.03.2018  | 17:00 | Dafi Społem Kielce | 1:3 (15:25, 25:23, 15:25, 13:25) Raport | ZAKSA Kędzierzyn-Koźle | 2164   | Mateusz Bieniek |

| Data        | Godz. | Gospodarz          | Rezultat                         | Gość                   | Widzów | MVP            |
| ----------- | ----- | ------------------ | -------------------------------- | ---------------------- | ------ | -------------- |
| 28. KOLEJKA |       |                    |                                  |                        |        |                |
| 31.03.2018  | 14:45 | BBTS Bielsko-Biała | 0:3 (24:26, 20:25, 24:26) Raport | ZAKSA Kędzierzyn-Koźle | 1000   | Maurice Torres |

| Data        | Godz. | Gospodarz              | Rezultat                                       | Gość         | Widzów | MVP           |
| ----------- | ----- | ---------------------- | ---------------------------------------------- | ------------ | ------ | ------------- |
| 29. KOLEJKA |       |                        |                                                |              |        |               |
| 07.04.2018  | 14:45 | ZAKSA Kędzierzyn-Koźle | 2:3 (25:18, 25:23, 19:25, 21:25, 11:15) Raport | Trefl Gdańsk | 1241   | Artur Szalpuk |

| Data        | Godz. | Gospodarz          | Rezultat                         | Gość                   | Widzów | MVP            |
| ----------- | ----- | ------------------ | -------------------------------- | ---------------------- | ------ | -------------- |
| 30. KOLEJKA |       |                    |                                  |                        |        |                |
| 14.04.2018  | 14:45 | PGE Skra Bełchatów | 3:0 (26:24, 25:17, 34:32) Raport | ZAKSA Kędzierzyn-Koźle | 2491   | Mariusz Wlazły |

#### Tabela
| Lp. | Drużyna                      | Pkt | Mecze | Mecze | Mecze | Rodzaj wyniku | Rodzaj wyniku | Rodzaj wyniku | Rodzaj wyniku | Rodzaj wyniku | Rodzaj wyniku | Sety | Sety | Sety  | Małe punkty | Małe punkty | Małe punkty |
| Lp. | Drużyna                      | Pkt | M     | W     | P     | 3:0           | 3:1           | 3:2           | 2:3           | 1:3           | 0:3           | wyg. | prz. | stos. | zdob.       | str.        | stos.       |
| --- | ---------------------------- | --- | ----- | ----- | ----- | ------------- | ------------- | ------------- | ------------- | ------------- | ------------- | ---- | ---- | ----- | ----------- | ----------- | ----------- |
| 1   | ZAKSA Kędzierzyn-Koźle       | 75  | 30    | 25    | 5     | 11            | 12            | 2             | 2             | 2             | 1             | 81   | 31   | 2.61  | 2699        | 2317        | 1.16        |
| 2   | PGE Skra Bełchatów           | 72  | 30    | 25    | 5     | 16            | 4             | 5             | 2             | 2             | 1             | 81   | 29   | 2.79  | 2594        | 2358        | 1.1         |
| 3   | Trefl Gdańsk                 | 62  | 29    | 23    | 6     | 13            | 3             | 7             | 0             | 2             | 4             | 71   | 35   | 2.03  | 2472        | 2260        | 1.09        |
| 4   | Onico Warszawa               | 56  | 30    | 20    | 10    | 8             | 6             | 6             | 2             | 6             | 2             | 70   | 48   | 1.46  | 2693        | 2579        | 1.04        |
| 5   | Asseco Resovia Rzeszów       | 54  | 29    | 18    | 11    | 11            | 5             | 2             | 2             | 3             | 6             | 61   | 42   | 1.45  | 2381        | 2295        | 1.04        |
| 6   | Indykpol AZS Olsztyn         | 54  | 29    | 18    | 11    | 7             | 6             | 5             | 5             | 2             | 4             | 66   | 49   | 1.35  | 2637        | 2494        | 1.06        |
| 7   | Jastrzębski Węgiel           | 54  | 29    | 17    | 12    | 9             | 5             | 3             | 6             | 1             | 5             | 64   | 47   | 1.36  | 2516        | 2398        | 1.05        |
| 8   | Cerrad Czarni Radom          | 43  | 30    | 14    | 16    | 7             | 4             | 3             | 4             | 8             | 4             | 58   | 58   | 1     | 2613        | 2571        | 1.02        |
| 9   | Cuprum Lubin                 | 42  | 29    | 14    | 15    | 5             | 5             | 4             | 4             | 3             | 8             | 53   | 58   | 0.91  | 2465        | 2466        | 1           |
| 10  | GKS Katowice                 | 36  | 29    | 12    | 17    | 4             | 5             | 3             | 3             | 6             | 8             | 48   | 62   | 0.77  | 2398        | 2486        | 0.96        |
| 11  | Aluron Virtu Warta Zawiercie | 36  | 29    | 11    | 18    | 4             | 3             | 4             | 7             | 4             | 7             | 51   | 65   | 0.78  | 2551        | 2623        | 0.97        |
| 12  | Espadon Szczecin             | 34  | 29    | 10    | 19    | 3             | 3             | 4             | 8             | 6             | 5             | 52   | 68   | 0.76  | 2602        | 2724        | 0.96        |
| 13  | MKS Będzin                   | 29  | 29    | 10    | 19    | 2             | 5             | 3             | 2             | 8             | 9             | 42   | 68   | 0.62  | 2368        | 2563        | 0.92        |
| 14  | Łuczniczka Bydgoszcz         | 21  | 29    | 7     | 22    | 2             | 2             | 3             | 3             | 6             | 13            | 33   | 74   | 0.45  | 2270        | 2523        | 0.9         |
| 15  | BBTS Bielsko-Biała           | 19  | 29    | 6     | 23    | 1             | 2             | 3             | 4             | 10            | 9             | 36   | 77   | 0.47  | 2386        | 2641        | 0.9         |
| 16  | Dafi Społem Kielce           | 15  | 29    | 4     | 25    | 0             | 3             | 1             | 4             | 4             | 17            | 24   | 80   | 0.3   | 2151        | 2498        | 0.86        |

Źródło: plusliga.pl (pol.)
Punktacja: 3:0 i 3:1 – 3 pkt; 3:2 – 2 pkt; 2:3 – 1 pkt; 1:3 i 0:3 – 0 pkt
Zasady ustalania kolejności: 1. liczba punktów; 2. liczba zwycięstw; 3. stosunek setów; 4. stosunek małych punktów; 5. bilans w bezpośrednich meczach
     walka o mistrzostwo
     baraż o utrzymanie
     spadek

#### Runda II

##### Półfinał
(do 2 zwycięstw)
| Data       | Godz. | Gospodarz              | Rezultat                                | Gość                   | Widzów | MVP               |
| ---------- | ----- | ---------------------- | --------------------------------------- | ---------------------- | ------ | ----------------- |
| 25.04.2018 | 20:30 | Indykpol AZS Olsztyn   | 2:3 (25:27, 25:20, 23:25, 27:25, 17:19) | ZAKSA Kędzierzyn-Koźle | 2390   | Benjamin Toniutti |
| 28.04.2018 | 20:30 | ZAKSA Kędzierzyn-Koźle | 3:2 (19:25, 22:25, 25:17, 25:20, 15:11) | Indykpol AZS Olsztyn   | 3000   | Maurice Torres    |

##### Finał
(do 2 zwycięstw)
| Data       | Godz. | Gospodarz              | Rezultat                         | Gość                   | Widzów | MVP             |
| ---------- | ----- | ---------------------- | -------------------------------- | ---------------------- | ------ | --------------- |
| 02.05.2018 | 20:30 | PGE Skra Bełchatów     | 3:0 (25:23, 25:23, 26:24)        | ZAKSA Kędzierzyn-Koźle | 2427   | Mariusz Wlazły  |
| 05.05.2018 | 20:30 | ZAKSA Kędzierzyn-Koźle | 1:3 (25:15, 20:25, 21:25, 23:25) | PGE Skra Bełchatów     | 3375   | Grzegorz Łomacz |

Statuetki MVP w sezonie 2017/2018
| Lp. | Zawodnik          | Ilość | Mecz |
| --- | ----------------- | ----- | --- |
| 1   | Benjamin Toniutti | 6     | Aluron Virtu Warta Zawiercie - ZAKSA Kędzierzyn-Koźle GKS Katowice - ZAKSA Kędzierzyn-Koźle - Dafi Społem Kielce Trefl Gdańsk - ZAKSA Kędzierzyn-Koźle - Cuprum Lubin Indykpol AZS Olsztyn - ZAKSA Kędzierzyn-Koźle (półfinał)                 |
| 2   | Maurice Torres    | 6     | ZAKSA Kędzierzyn-Koźle - Onico Warszawa ZAKSA Kędzierzyn-Koźle - Aluron Virtu Warta Zawiercie Jastrzębski Węgiel - ZAKSA Kędzierzyn-Koźle - Łuczniczka Bydgoszcz BBTS Bielsko-Biała - ZAKSA Kędzierzyn-Koźle - Indykpol AZS Olsztyn (półfinał) |
| 3   | Sam Deroo         | 5     | ZAKSA Kędzierzyn-Koźle - Jastrzębski Węgiel Asseco Resovia Rzeszów - ZAKSA Kędzierzyn-Koźle - Indykpol AZS Olsztyn Łuczniczka Bydgoszcz - ZAKSA Kędzierzyn-Koźle Espadon Szczecin - ZAKSA Kędzierzyn-Koźle                                     |
| 4   | Mateusz Bieniek   | 3     | Cuprum Lubin - ZAKSA Kędzierzyn-Koźle Indykpol AZS Olsztyn - ZAKSA Kędzierzyn-Koźle Dafi Społem Kielce - ZAKSA Kędzierzyn-Koźle |
| 5   | Paweł Zatorski    | 2     | ZAKSA Kędzierzyn-Koźle - Czarni Radom ZAKSA Kędzierzyn-Koźle - PGE Skra Bełchatów |
| 6   | Łukasz Wiśniewski | 2     | Czarni Radom - ZAKSA Kędzierzyn-Koźle MKS Będzin - ZAKSA Kędzierzyn-Koźle |
| 7   | Kamil Semeniuk    | 1     | ZAKSA Kędzierzyn-Koźle - MKS Będzin |
| 8   | Rafał Szymura     | 1     | ZAKSA Kędzierzyn-Koźle - BBTS Bielsko-Biała |
| 9   | Krzysztof Rejno   | 1     | ZAKSA Kędzierzyn-Koźle - Espadon Szczecin |

#### Klasyfikacja
| Lp. | Drużyna                      |
| --- | ---------------------------- |
| 1.  | PGE Skra Bełchatów           |
| 2.  | ZAKSA Kędzierzyn-Koźle       |
| 3.  | Trefl Gdańsk                 |
| 4.  | Indykpol AZS Olsztyn         |
| 5.  | Jastrzębski Węgiel           |
| 6.  | Asseco Resovia Rzeszów       |
| 7.  | Cuprum Lubin                 |
| 8.  | Onico Warszawa               |
| 9.  | Aluron Virtu Warta Zawiercie |
| 10. | Czarni Radom                 |
| 11. | GKS Katowice                 |
| 12. | Espadon Szczecin             |
| 13. | MKS Będzin                   |
| 14. | Łuczniczka Bydgoszcz         |
| 15. | BBTS Bielsko-Biała           |
| 16. | Dafi Społem Kielce           |

     Liga Mistrzów 2018/2019
     Puchar CEV 2018/2019
     Puchar Challenge 2018/2019
     spadek do I ligi

### Puchar Polski

#### Ćwierćfinał
| Data       | Drużyna 1        | Wynik | Drużyna 2              | Sety                |
| ---------- | ---------------- | ----- | ---------------------- | ------------------- |
| 10.01.2018 | Krispol Września | 0:3   | ZAKSA Kędzierzyn-Koźle | 19:25, 16:25, 21:25 |

#### Półfinał
| Data       | Drużyna 1              | Wynik | Drużyna 2    | Sety                       |
| ---------- | ---------------------- | ----- | ------------ | -------------------------- |
| 27.01.2018 | ZAKSA Kędzierzyn-Koźle | 1:3   | Trefl Gdańsk | 25:19, 23:25, 23:25, 23:25 |

### Klubowe Mistrzostwa Świata

#### Grupa A
Tabela
| Lp. | Drużyna                | Pkt | Mecze | Mecze   | Mecze   | Sety | Sety | Sety  | Małe punkty | Małe punkty | Małe punkty |
| Lp. | Drużyna                | Pkt | M     | W (3:2) | P (2:3) | wyg. | prz. | ratio | zdob.       | str.        | ratio       |
| --- | ---------------------- | --- | ----- | ------- | ------- | ---- | ---- | ----- | ----------- | ----------- | ----------- |
| 1   | Cucine Lube Civitanova | 8   | 3     | 3 (1)   | 0 (0)   | 9    | 2    | 4.500 | 265         | 227         | 1.167       |
| 2   | Sada Cruzeiro          | 6   | 3     | 2 (0)   | 1 (0)   | 6    | 3    | 2.000 | 212         | 203         | 1.044       |
| 3   | ZAKSA Kędzierzyn-Koźle | 3   | 3     | 1 (1)   | 2 (1)   | 5    | 8    | 0.625 | 283         | 306         | 0.925       |
| 4   | Sarmajeh Bank Teheran  | 1   | 3     | 0 (0)   | 3 (1)   | 2    | 9    | 0.222 | 239         | 263         | 0.909       |

Źródło: 
Punktacja: 3:0 i 3:1 – 3 pkt; 3:2 – 2 pkt; 2:3 – 1 pkt; 1:3 i 0:3 – 0 pkt
Zasady ustalania kolejności: 1. liczba zwycięstw; 2. liczba punktów; 3. stosunek setów; 4. stosunek małych punktów; 5. bilans w bezpośrednich meczach
Wyniki
| Data       | Godz. | Drużyna 1              | Wynik | Drużyna 2              | 1     | 2     | 3     | 4     | 5     | Widzów | * |
| ---------- | ----- | ---------------------- | ----- | ---------------------- | ----- | ----- | ----- | ----- | ----- | ------ | - |
| 12.12.2017 | 17:30 | ZAKSA Kędzierzyn-Koźle | 3:2   | Sarmajeh Bank Teheran  | 19:25 | 20:25 | 25:16 | 31:29 | 17:15 | 2800   |   |
|            |       |                        |       |                        |       |       |       |       |       |        |   |
| 13.12.2017 | 17:30 | ZAKSA Kędzierzyn-Koźle | 2:3   | Cucine Lube Civitanova | 25:23 | 21:25 | 25:23 | 21:25 | 16:18 | 3300   |   |
|            |       |                        |       |                        |       |       |       |       |       |        |   |
| 14.12.2017 | 17:30 | ZAKSA Kędzierzyn-Koźle | 0:3   | Sada Cruzeiro          | 13:25 | 30:32 | 20:25 |       |       | 3300   |   |

### Klasyfikacja końcowa
| Miejsce | Drużyna                   |
| ------- | ------------------------- |
| złoto   | Zenit Kazań               |
| srebro  | Cucine Lube Civitanova    |
| brąz    | Sada Cruzeiro             |
| 4.      | PGE Skra Bełchatów        |
| 5.      | ZAKSA Kędzierzyn-Koźle    |
| 5.      | Fudan University Shanghai |
| 7.      | Sarmajeh Bank Teheran     |
| 7.      | Club Ciudad de Bolívar    |

### Liga Mistrzów

#### Grupa E
Tabela
| Lp. | Drużyna                | Pkt | Mecze | Mecze   | Mecze   | Sety | Sety | Sety  | Małe punkty | Małe punkty | Małe punkty |
| Lp. | Drużyna                | Pkt | M     | W (3:2) | P (2:3) | wyg. | prz. | ratio | zdob.       | str.        | ratio       |
| --- | ---------------------- | --- | ----- | ------- | ------- | ---- | ---- | ----- | ----------- | ----------- | ----------- |
| 1   | ZAKSA Kędzierzyn-Koźle | 14  | 6     | 5 (2)   | 1 (1)   | 17   | 7    | 2.429 | 560         | 521         | 1.075       |
| 2   | Diatec Trentino        | 14  | 6     | 4 (0)   | 2 (2)   | 16   | 9    | 1.778 | 589         | 526         | 1.120       |
| 3   | Noliko Maaseik         | 7   | 6     | 3 (2)   | 3 (0)   | 11   | 13   | 0.846 | 534         | 549         | 0.973       |
| 4   | Arkas Spor             | 1   | 6     | 0 (0)   | 6 (1)   | 3    | 18   | 0.167 | 426         | 513         | 0.830       |

Źródło: cev.lu
Punktacja: 3:0 i 3:1 – 3 pkt; 3:2 – 2 pkt; 2:3 – 1 pkt; 1:3 i 0:3 – 0 pkt
Zasady ustalania kolejności: 1. liczba punktów; 2. stosunek setów; 3. stosunek małych punktów; 4. bilans w bezpośrednich meczach
Wyniki spotkań
| Data       | Godz. | Drużyna 1              | Wynik | Drużyna 2              | 1     | 2     | 3     | 4     | 5     | Widzów | * |
| ---------- | ----- | ---------------------- | ----- | ---------------------- | ----- | ----- | ----- | ----- | ----- | ------ | - |
| 06.12.2017 | 19:00 | Arkas Spor Izmir       | 0:3   | ZAKSA Kędzierzyn-Koźle | 23:25 | 28:30 | 23:25 |       |       | 3000   |   |
|            |       |                        |       |                        |       |       |       |       |       |        |   |
| 20.12.2017 | 20:30 | ZAKSA Kędzierzyn-Koźle | 3:2   | Diatec Trentino        | 18:25 | 24:26 | 25:23 | 25:16 | 15:12 | 2200   |   |
|            |       |                        |       |                        |       |       |       |       |       |        |   |
| 17.01.2018 | 20:30 | ZAKSA Kędzierzyn-Koźle | 3:0   | Noliko Maaseik         | 25:22 | 25:20 | 25:18 |       |       | 1500   |   |
|            |       |                        |       |                        |       |       |       |       |       |        |   |
| 30.01.2018 | 20:30 | Noliko Maaseik         | 3:2   | ZAKSA Kędzierzyn-Koźle | 26:24 | 24:26 | 25:20 | 22:25 | 17:15 | 2150   |   |
|            |       |                        |       |                        |       |       |       |       |       |        |   |
| 14.02.2018 | 20:30 | Diatec Trentino        | 2:3   | ZAKSA Kędzierzyn-Koźle | 25:23 | 22:25 | 25:27 | 25:21 | 15:17 | 2543   |   |
|            |       |                        |       |                        |       |       |       |       |       |        |   |
| 28.02.2018 | 18:00 | ZAKSA Kędzierzyn-Koźle | 3:0   | Arkas Spor Izmir       | 25:17 | 25:19 | 25:23 |       |       | 1200   |   |

#### Faza play-off

##### 1/6 finału
| Data       | Godz. | Drużyna 1          | Wynik | Drużyna 2              | 1     | 2     | 3     | 4     | 5 | Widzów | * |
| ---------- | ----- | ------------------ | ----- | ---------------------- | ----- | ----- | ----- | ----- | - | ------ | - |
| 14.03.2018 | 20:30 | Jastrzębski Węgiel | 1:3   | ZAKSA Kędzierzyn-Koźle | 19:25 | 19:25 | 25:21 | 33:35 |   | 2229   |   |
| 21.03.2018 | 20:00 | Jastrzębski Węgiel | 0:3   | ZAKSA Kędzierzyn-Koźle | 21:25 | 20:25 | 12:25 |       |   | 2100   |   |

##### 1/3 finału
| Data       | Godz. | Drużyna 1              | Wynik | Drużyna 2           | 1     | 2     | 3     | 4     | 5     | Widzów | * |
| ---------- | ----- | ---------------------- | ----- | ------------------- | ----- | ----- | ----- | ----- | ----- | ------ | - |
| 04.04.2018 | 20:30 | ZAKSA Kędzierzyn-Koźle | 3:2   | VfB Friedrichshafen | 25:23 | 25:21 | 22:25 | 22:25 | 15:13 | 1500   |   |
| 10.04.2018 | 20:00 | ZAKSA Kędzierzyn-Koźle | 3:0   | VfB Friedrichshafen | 25:19 | 25:18 | 25:13 |       |       | 3600   |   |

### Final Four
Basket-Hall, Kazań
|  | Półfinały                  | Półfinały |  |  |  | Finały                     | Finały |
|  |                            |           |  |  |  |                            |        |
|  |                            |           |  |  |  |                            |        |
|  |                            |           |  |  |  |                            |        |
|  | ZAKSA Kędzierzyn-Koźle     | 1         |  |  |  |                            |        |
|  | Cucine Lube Civitanova     | 3         |  |  |  |                            |        |
|  |                            |           |  |  |  | Cucine Lube Civitanova     |        |
|  |                            |           |  |  |  | Zenit Kazań                |        |
|  | Sir Sicoma Colussi Perugia | 0         |  |  |  |                            |        |
|  | Zenit Kazań                | 3         |  |  |  |                            |        |
|  |                            |           |  |  |  | ZAKSA Kędzierzyn-Koźle     |        |
|  |                            |           |  |  |  | Sir Sicoma Colussi Perugia |        |

#### Półfinał
| Data       | Godz. | Drużyna 1              | Wynik | Drużyna 2              | 1     | 2     | 3     | 4     | 5 | Widzów | * |
| ---------- | ----- | ---------------------- | ----- | ---------------------- | ----- | ----- | ----- | ----- | - | ------ | - |
| 12.05.2018 | 16:00 | ZAKSA Kędzierzyn-Koźle | 1:3   | Cucine Lube Civitanova | 21:25 | 25:22 | 15:25 | 18:25 |   | 4400   |   |

#### Mecz o 3. miejsce
| Data       | Godz. | Drużyna 1              | Wynik | Drużyna 2                  | 1     | 2     | 3     | 4     | 5    | Widzów | * |
| ---------- | ----- | ---------------------- | ----- | -------------------------- | ----- | ----- | ----- | ----- | ---- | ------ | - |
| 13.05.2018 | 16:00 | ZAKSA Kędzierzyn-Koźle | 2:3   | Sir Sicoma Colussi Perugia | 25:17 | 27:29 | 25:19 | 23:25 | 7:15 | 3900   |   |

## Statystyki
Statystyki obejmują wszystkie mecze rozegrane w ramach PlusLigi w sezonie 2017/2018. Pierwsza tabela przedstawia osiągnięcia zawodników w poszczególnych elementach na tle całej drużyny. Pozostałe tabele przedstawiają indywidualne osiągnięcia zawodników w wybranych rankingach na tle wszystkich zawodników z pozostałych drużyn.

### Cała drużyna
| Nr           | Zawodnik            | Roz. sety | PUNKTY | ZAGRYWKA | ZAGRYWKA | ZAGRYWKA | ZAGRYWKA | PRZYJĘCIE | PRZYJĘCIE | PRZYJĘCIE | PRZYJĘCIE | PRZYJĘCIE | ATAK | ATAK | ATAK | ATAK | ATAK  | BLOK | BLOK |
| Nr           | Zawodnik            | Roz. sety | Suma   | Suma     | ZP       | SP       | ANS      | Suma      | SP        | NEG       | BDB       | %perf     | Suma | SP   | AZ   | ZPA  | %perf | ZP   | BNS  |
| ------------ | ------------------- | --------- | ------ | -------- | -------- | -------- | -------- | --------- | --------- | --------- | --------- | --------- | ---- | ---- | ---- | ---- | ----- | ---- | ---- |
| 1            | Paweł Zatorski      | 126       | 0      | 0        | 0        | 0        | 0,0      | 530       | 33        | 119       | 147       | 28%       | 0    | 0    | 0    | 0    | -     | 0    | -    |
| 3            | Rafał Szymura       | 60        | 135    | 163      | 8        | 24       | 0,13     | 302       | 15        | 84        | 64        | 21%       | 244  | 19   | 18   | 116  | 47%   | 11   | 0,18 |
| 4            | Krzysztof Rejno     | 58        | 111    | 224      | 12       | 29       | 0,21     | 11        | 0         | 2         | 3         | 27%       | 129  | 6    | 7    | 71   | 55%   | 28   | 0,48 |
| 5            | Marco Falaschi      | 18        | 4      | 35       | 1        | 4        | 0,06     | 1         | 0         | 1         | 0         | -         | 4    | 0    | 0    | 1    | 25%   | 2    | 0,11 |
| 6            | Benjamin Toniutti   | 122       | 65     | 483      | 17       | 27       | 0,14     | 13        | 1         | 9         | 1         | 8%        | 50   | 2    | 3    | 24   | 48%   | 24   | 0,20 |
| 7            | Rafał Buszek        | 98        | 254    | 355      | 21       | 63       | 0,21     | 547       | 49        | 126       | 123       | 22%       | 478  | 36   | 37   | 210  | 44%   | 23   | 0,23 |
| 8            | Sławomir Jungiewicz | 86        | 41     | 30       | 0        | 16       | 0,0      | 2         | 1         | 0         | 1         | 50%       | 76   | 8    | 6    | 32   | 42%   | 9    | 0,10 |
| 9            | Łukasz Wiśniewski   | 94        | 233    | 354      | 21       | 59       | 0,22     | 18        | 1         | 1         | 10        | 55%       | 249  | 7    | 5    | 163  | 65%   | 49   | 0,52 |
| 10           | Mateusz Bieniek     | 116       | 300    | 440      | 28       | 84       | 0,24     | 26        | 3         | 3         | 7         | 27%       | 365  | 19   | 14   | 223  | 61%   | 49   | 0,42 |
| 11           | Maurice Torres      | 122       | 524    | 497      | 36       | 104      | 0,30     | 4         | 4         | 0         | 0         | -         | 818  | 59   | 89   | 439  | 54%   | 49   | 0,40 |
| 12           | Krzysztof Zapłacki  | 0         | 0      | 0        | 0        | 0        | 0,0      | 0         | 0         | 0         | 0         | -         | 0    | 0    | 0    | 0    | -     | 0    | 0    |
| 13           | Kamil Semeniuk      | 43        | 92     | 99       | 10       | 28       | 0,23     | 174       | 13        | 47        | 37        | 21%       | 149  | 6    | 8    | 74   | 50%   | 8    | 0,19 |
| 15           | Sam Deroo           | 101       | 424    | 371      | 26       | 60       | 0,26     | 563       | 49        | 122       | 156       | 28%       | 714  | 40   | 41   | 351  | 49%   | 47   | 0,47 |
| 17           | Aleksander Maziarz  | 2         | 1      | 1        | 0        | 0        | 0,0      | 0         | 0         | 0         | 0         | -         | 2    | 0    | 1    | 0    | -     | 1    | 0,50 |
| 18           | Korneliusz Banach   | 7         | 0      | 0        | 0        | 0        | 0,0      | 27        | 3         | 13        | 2         | 7%        | 0    | 0    | 0    | 0    | -     | 0    | 0    |
| Cała drużyna | Cała drużyna        | 112       | 1920   | 1671     | 159      | 434      | 1,42     | 1902      | 145       | 447       | 487       | 26%       | 2836 | 170  | 192  | 1491 | 52%   | 270  | 2,41 |

### Ranking najlepiej atakujących
| Poz. | Zawodnik            | Specjalność  | Drużyna                | Roz. mecze (sety) | Ataków punktowych |
| ---- | ------------------- | ------------ | ---------------------- | ----------------- | ----------------- |
| 1    | Jan Hadrava         | atakujący    | AZS Olsztyn            | 37 (150)          | 479               |
| 2    | Łukasz Kaczmarek    | atakujący    | Cuprum Lubin           | 30 (113)          | 475               |
| 3    | Maciej Muzaj        | atakujący    | Jastrzębski Węgiel     | 35 (133)          | 437               |
| 8    | Maurice Torres      | atakujący    | ZAKSA Kędzierzyn-Koźle | 34 (122)          | 381               |
| 19   | Sam Deroo           | przyjmujący  | ZAKSA Kędzierzyn-Koźle | 28 (101)          | 294               |
| 39   | Mateusz Bieniek     | środkowy     | ZAKSA Kędzierzyn-Koźle | 32 (116)          | 193               |
| 45   | Rafał Buszek        | przyjmujący  | ZAKSA Kędzierzyn-Koźle | 28 (98)           | 187               |
| 64   | Łukasz Wiśniewski   | środkowy     | ZAKSA Kędzierzyn-Koźle | 28 (94)           | 137               |
| 74   | Rafał Szymura       | przyjmujący  | ZAKSA Kędzierzyn-Koźle | 27 (60)           | 109               |
| 98   | Kamil Semeniuk      | przyjmujący  | ZAKSA Kędzierzyn-Koźle | 20 (43)           | 73                |
| 101  | Krzysztof Rejno     | środkowy     | ZAKSA Kędzierzyn-Koźle | 20 (58)           | 71                |
| 139  | Sławomir Jungiewicz | atakujący    | ZAKSA Kędzierzyn-Koźle | 31 (86)           | 24                |
| 145  | Benjamin Toniutti   | rozgrywający | ZAKSA Kędzierzyn-Koźle | 33 (122)          | 21                |

### Ranking najlepiej blokujących
| Poz. | Zawodnik            | Specjalność  | Drużyna                | Roz. mecze (sety) | Bloków punktowych | Średnia na set |
| ---- | ------------------- | ------------ | ---------------------- | ----------------- | ----------------- | -------------- |
| 1    | Jakub Kochanowski   | środkowy     | AZS Olsztyn            | 37 (144)          | 74                | 0,69           |
| 2    | Piotr Nowakowski    | środkowy     | Trefl Gdańsk           | 36 (137)          | 70                | 0,68           |
| 3    | Grzegorz Kosok      | środkowy     | ONICO Warszawa         | 30 (115)          | 68                | 0,66           |
| 15   | Łukasz Wiśniewski   | środkowy     | ZAKSA Kędzierzyn-Koźle | 28 (94)           | 53                | 0,52           |
| 21   | Mateusz Bieniek     | środkowy     | ZAKSA Kędzierzyn-Koźle | 32 (116)          | 50                | 0,42           |
| 23   | Maurice Torres      | atakujący    | ZAKSA Kędzierzyn-Koźle | 34 (122)          | 49                | 0,40           |
| 34   | Sam Deroo           | przyjmujący  | ZAKSA Kędzierzyn-Koźle | 28 (101)          | 47                | 0,47           |
| 60   | Krzysztof Rejno     | środkowy     | ZAKSA Kędzierzyn-Koźle | 20 (58)           | 28                | 0,48           |
| 76   | Benjamin Toniutti   | rozgrywający | ZAKSA Kędzierzyn-Koźle | 29 (106)          | 24                | 0,20           |
| 84   | Rafał Buszek        | przyjmujący  | ZAKSA Kędzierzyn-Koźle | 24 (82)           | 23                | 0,23           |
| 122  | Rafał Szymura       | przyjmujący  | ZAKSA Kędzierzyn-Koźle | 24 (55)           | 11                | 0,18           |
| 130  | Sławomir Jungiewicz | atakujący    | ZAKSA Kędzierzyn-Koźle | 27 (72)           | 9                 | 0,10           |
| 134  | Kamil Semeniuk      | przyjmujący  | ZAKSA Kędzierzyn-Koźle | 18 (40)           | 8                 | 0,19           |

### Ranking najlepiej przyjmujących
| Poz. | Zawodnik       | Specjalność | Drużyna                | Roz. mecze (sety) | Perfekcyjne przyjęcie | Liczba przyjęć zagrywki |
| ---- | -------------- | ----------- | ---------------------- | ----------------- | --------------------- | ----------------------- |
| 1    | Marcin Wika    | przyjmujący | Espadon Szczecin       | 28 (115)          | 56,67%                | 749                     |
| 2    | Tomasz Fornal  | przyjmujący | Cerrad Czarni Radom    | 29 (111)          | 56,13%                | 567                     |
| 3    | Michał Ruciak  | przyjmujący | Espadon Szczecin       | 30 (118)          | 56,10%                | 415                     |
| 5    | Paweł Zatorski | libero      | ZAKSA Kędzierzyn-Koźle | 34 (126)          | 55,75%                | 530                     |
| 14   | Sam Deroo      | przyjmujący | ZAKSA Kędzierzyn-Koźle | 24 (84)           | 53,22%                | 563                     |
| 18   | Rafał Szymura  | przyjmujący | ZAKSA Kędzierzyn-Koźle | 24 (55)           | 52,60%                | 302                     |
| 21   | Rafał Buszek   | przyjmujący | ZAKSA Kędzierzyn-Koźle | 24 (82)           | 51,42%                | 547                     |
| 35   | Kamil Semeniuk | przyjmujący | ZAKSA Kędzierzyn-Koźle | 18 (40)           | 48,52%                | 174                     |

### Ranking najlepiej punktujących
| Poz. | Zawodnik          | Specjalność | Drużyna                | Roz. mecze (sety) | Zdobytych punktów | Średnia na mecz |
| ---- | ----------------- | ----------- | ---------------------- | ----------------- | ----------------- | --------------- |
| 1    | Jan Hadrava       | atakujący   | AZS Olsztyn            | 29 (115)          | 567               | 19,92           |
| 2    | Łukasz Kaczmarek  | atakujący   | Cuprum Lubin           | 27 (100)          | 549               | 20,43           |
| 3    | Maciej Muzaj      | atakujący   | Jastrzębski Węgiel     | 35 (133)          | 509               | 18,00           |
| 8    | Maurice Torres    | atakujący   | ZAKSA Kędzierzyn-Koźle | 30 (106)          | 456               | 15,41           |
| 20   | Sam Deroo         | przyjmujący | ZAKSA Kędzierzyn-Koźle | 24 (84)           | 355               | 15,14           |
| 39   | Mateusz Bieniek   | środkowy    | ZAKSA Kędzierzyn-Koźle | 28 (99)           | 258               | 9,38            |
| 49   | Rafał Buszek      | przyjmujący | ZAKSA Kędzierzyn-Koźle | 24 (82)           | 224               | 9,07            |
| 56   | Łukasz Wiśniewski | środkowy    | ZAKSA Kędzierzyn-Koźle | 24 (77)           | 202               | 8,32            |
| 90   | Rafał Szymura     | przyjmujący | ZAKSA Kędzierzyn-Koźle | 24 (55)           | 127               | 5,00            |
| 94   | Krzysztof Rejno   | środkowy    | ZAKSA Kędzierzyn-Koźle | 20 (58)           | 111               | 5,55            |
| 107  | Kamil Semeniuk    | przyjmujący | ZAKSA Kędzierzyn-Koźle | 18 (40)           | 91                | 4,60            |

### Ranking najlepiej zagrywających
| Poz. | Zawodnik               | Specjalność  | Drużyna                | Roz. mecze (sety) | Zagrywek punktowych | Średnia na set |
| ---- | ---------------------- | ------------ | ---------------------- | ----------------- | ------------------- | -------------- |
| 1    | Mariusz Wlazły         | atakujący    | PGE Skra Bełchatów     | 30 (108)          | 61                  | 0,56           |
| 2    | Salvador Hidalgo Oliva | przyjmujący  | Jastrzębski Węgiel     | 36 (136)          | 56                  | 0,41           |
| 3    | Dmytro Teriomenko      | środkowy     | Cerrad Czarni Radom    | 31 (117)          | 47                  | 0,40           |
| 3    | Bartosz Bednorz        | przyjmujący  | PGE Skra Bełchatów     | 33 (117)          | 47                  | 0,40           |
| 22   | Maurice Torres         | atakujący    | ZAKSA Kędzierzyn-Koźle | 34 (122)          | 36                  | 0,30           |
| 32   | Sam Deroo              | przyjmujący  | ZAKSA Kędzierzyn-Koźle | 28 (101)          | 26                  | 0,26           |
| 42   | Mateusz Bieniek        | środkowy     | ZAKSA Kędzierzyn-Koźle | 32 (116)          | 24                  | 0,23           |
| 52   | Łukasz Wiśniewski      | środkowy     | ZAKSA Kędzierzyn-Koźle | 28 (92)           | 21                  | 0,22           |
| 52   | Rafał Buszek           | przyjmujący  | ZAKSA Kędzierzyn-Koźle | 28 (98)           | 21                  | 0,21           |
| 57   | Benjamin Toniutti      | rozgrywający | ZAKSA Kędzierzyn-Koźle | 33 (122)          | 17                  | 0,14           |
| 74   | Krzysztof Rejno        | środkowy     | ZAKSA Kędzierzyn-Koźle | 20 (58)           | 12                  | 0,21           |
| 87   | Kamil Semeniuk         | przyjmujący  | ZAKSA Kędzierzyn-Koźle | 20 (43)           | 10                  | 0,23           |
| 100  | Rafał Szymura          | przyjmujący  | ZAKSA Kędzierzyn-Koźle | 27 (60)           | 8                   | 0,13           |